# Csoeng Ek
Csoeng Ek (khmer betűkkel: ជើងឯក) egy kivégzőhely és temető volt Kambodzsában, Phnompen közelében a vörös khmerek rémuralma idején, 1975 és 1979 között.

## Története
A fővárostól 17 kilométerre délre fekvő Csoeng Ek korábban gyümölcsös volt. A kéthektáros területen longánt és görögdinnyét termesztettek tulajdonosai. Tartozott hozzá egy tó és egy rizsföld is.
A vörös khmer uralom alatt több tízezer embert gyilkoltak meg itt. A vörös khmerek bukása után a tömegsírokban több ezer holttestet találtak. Az áldozatok közül sokat a közeli Tuol Szleng börtönből hoztak a Gyilkos mezők néven hírhedtté vált területre.
Csoeng Ek ma emlékhely. A terület központi részén egy buddhista sztúpa magasodik, amelynek alsó részében a helyszínen talált koponyákat és emberi csontokat halmoztak fel. Az üveglapok mögött több mint nyolcezer koponya van. Sok csonton látható ütés, vágás nyoma. A földes területen láthatók az egykori tömegsírok gödrei, valamint egy vastag törzsű fa, amelyhez a csecsemőket csapták a kivégzők.
Az 1979–1980-as feltárások során 129 tömegsírt találtak, ezek közül 86-ot kiürítettek. A gödrökből 8985 holttest került elő. A legnagyobb tömegsírba 450 holttestet temettek a vörös khmerek.
2005. május 3-án a phnompeni önkormányzat bejelentette, hogy harmincéves szerződést kötött az emlékhely üzemeltetésre és fejlesztésére a JC Royal Co.-val, egy kambodzsai–japán nem kormányzati szervezettel. A megállapodás értelmében a még a földben nyugvó emberi maradványokat nem bolygatják.

## Galéria

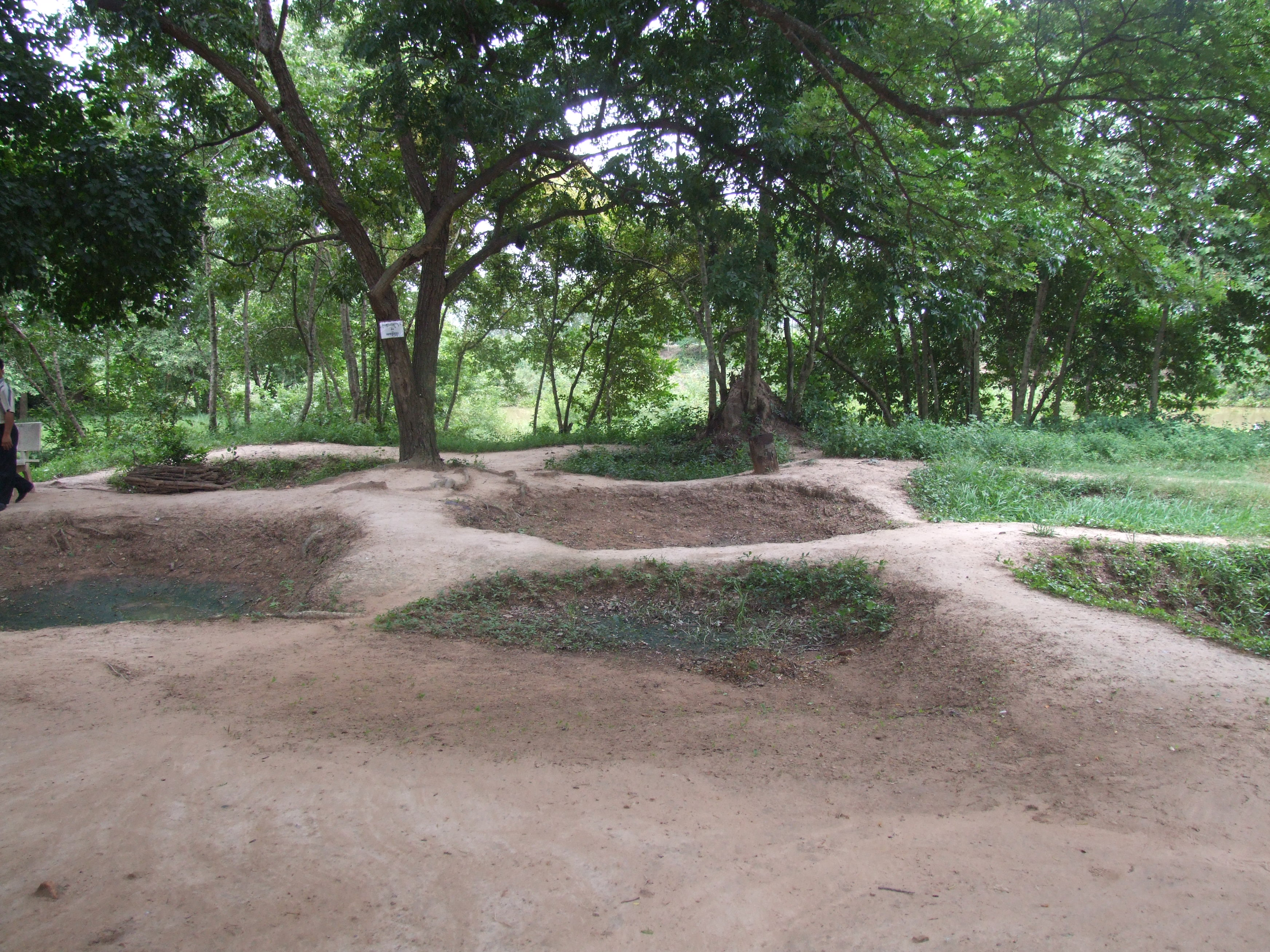
Egykori tömegsírok
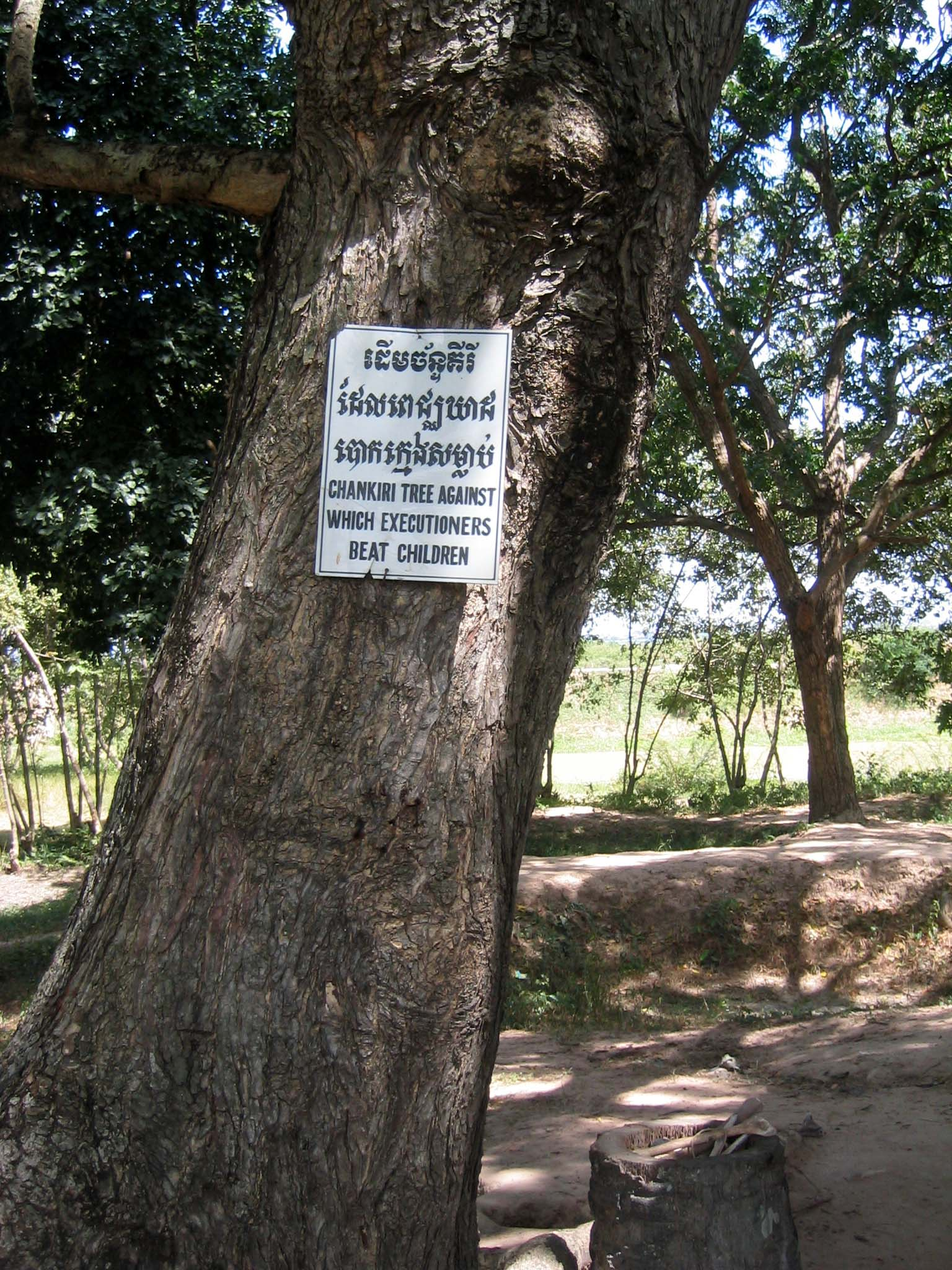
A csecsemők fája
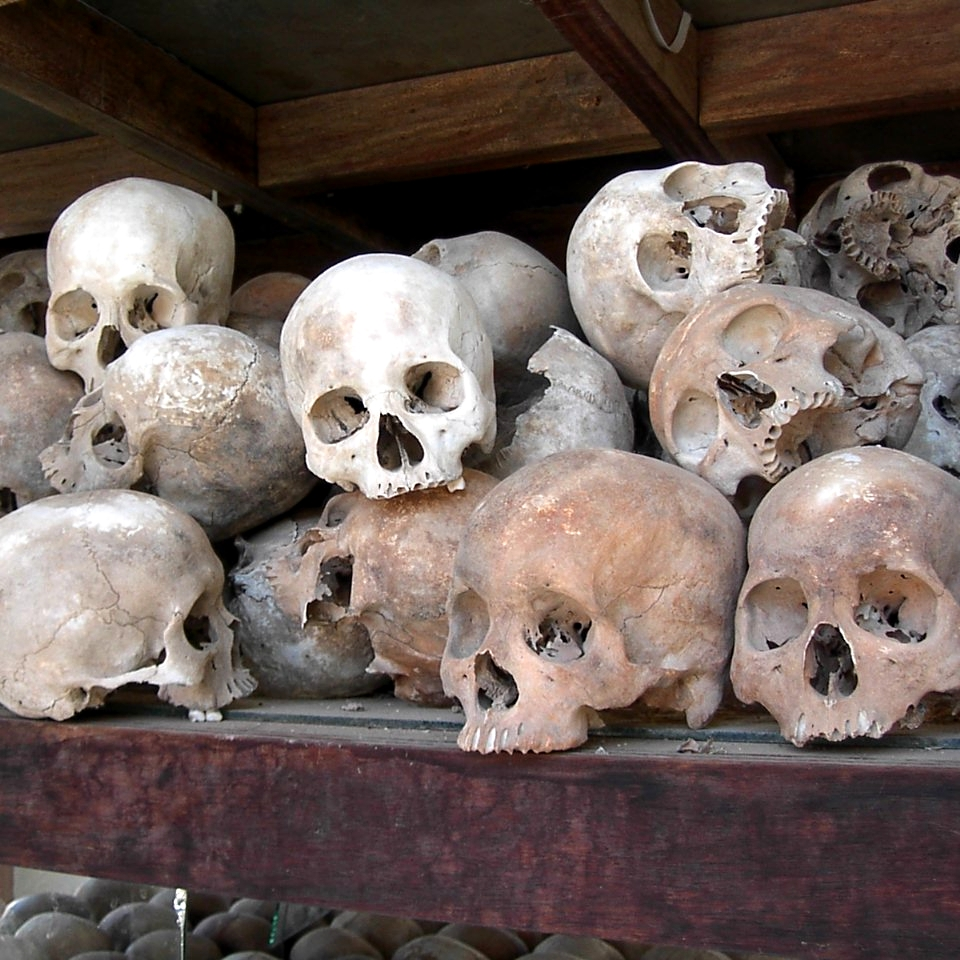
Koponyák a sztúpában
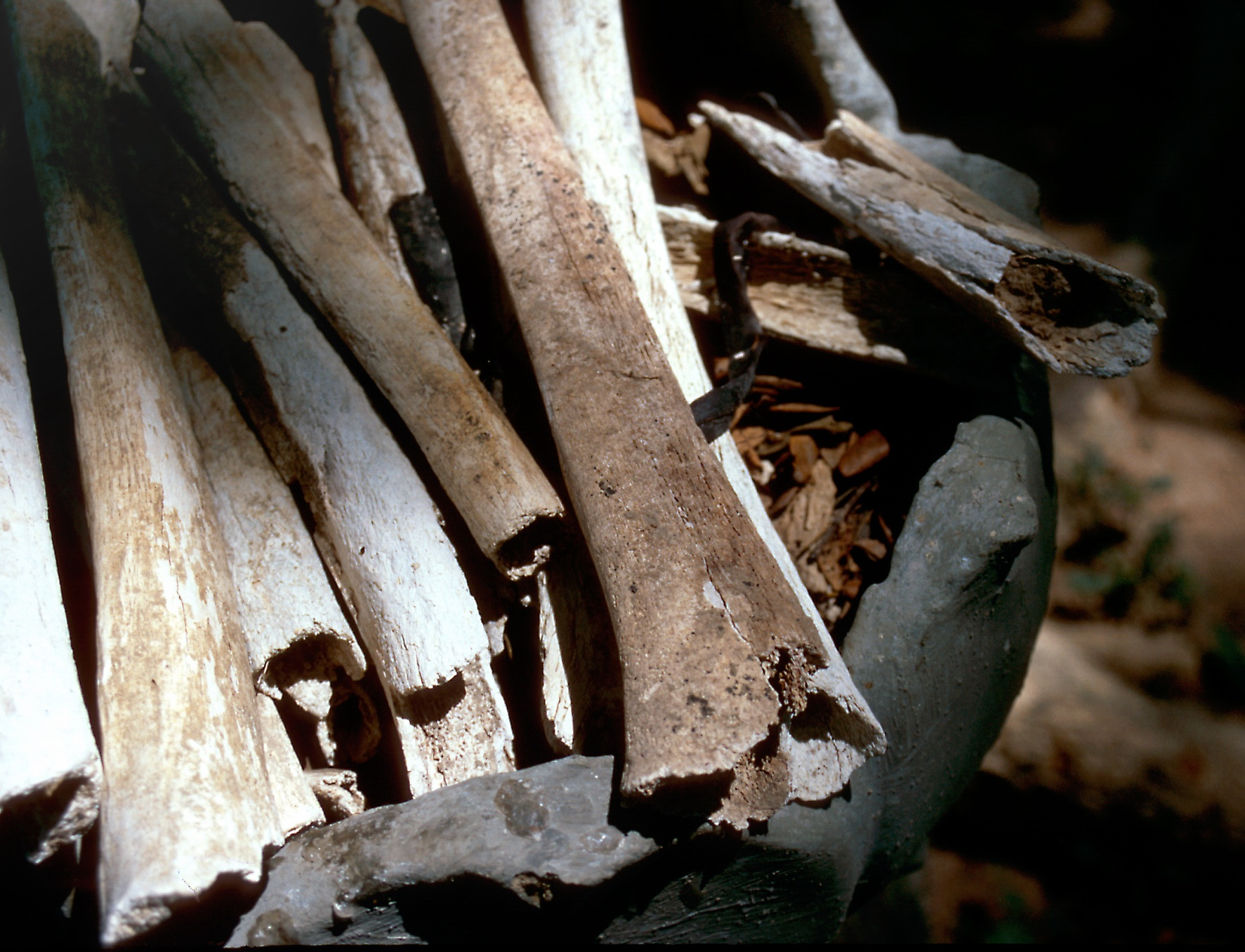
Emberi maradványok
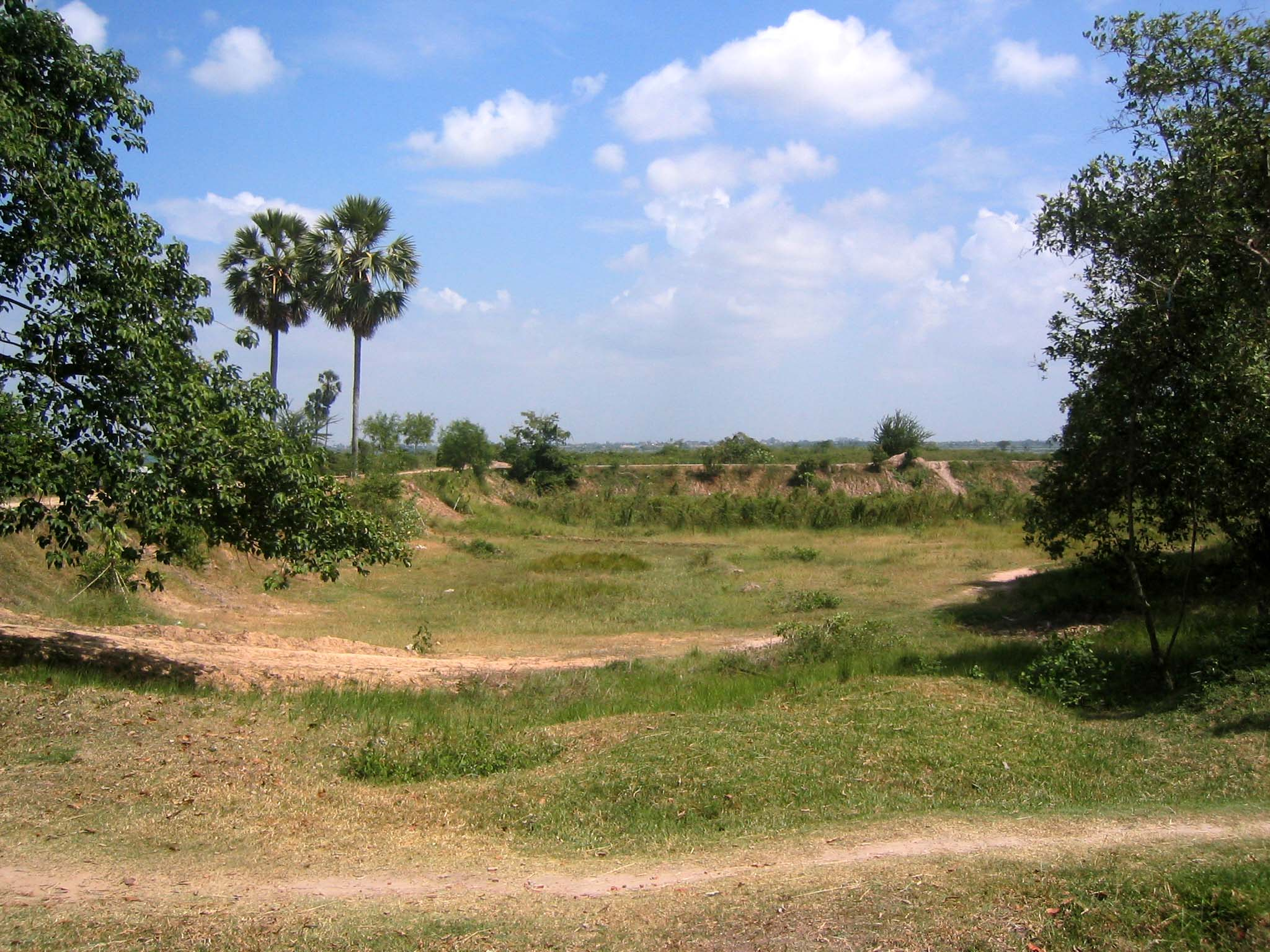
A kivégzések helyszíne